# Dallara DW12

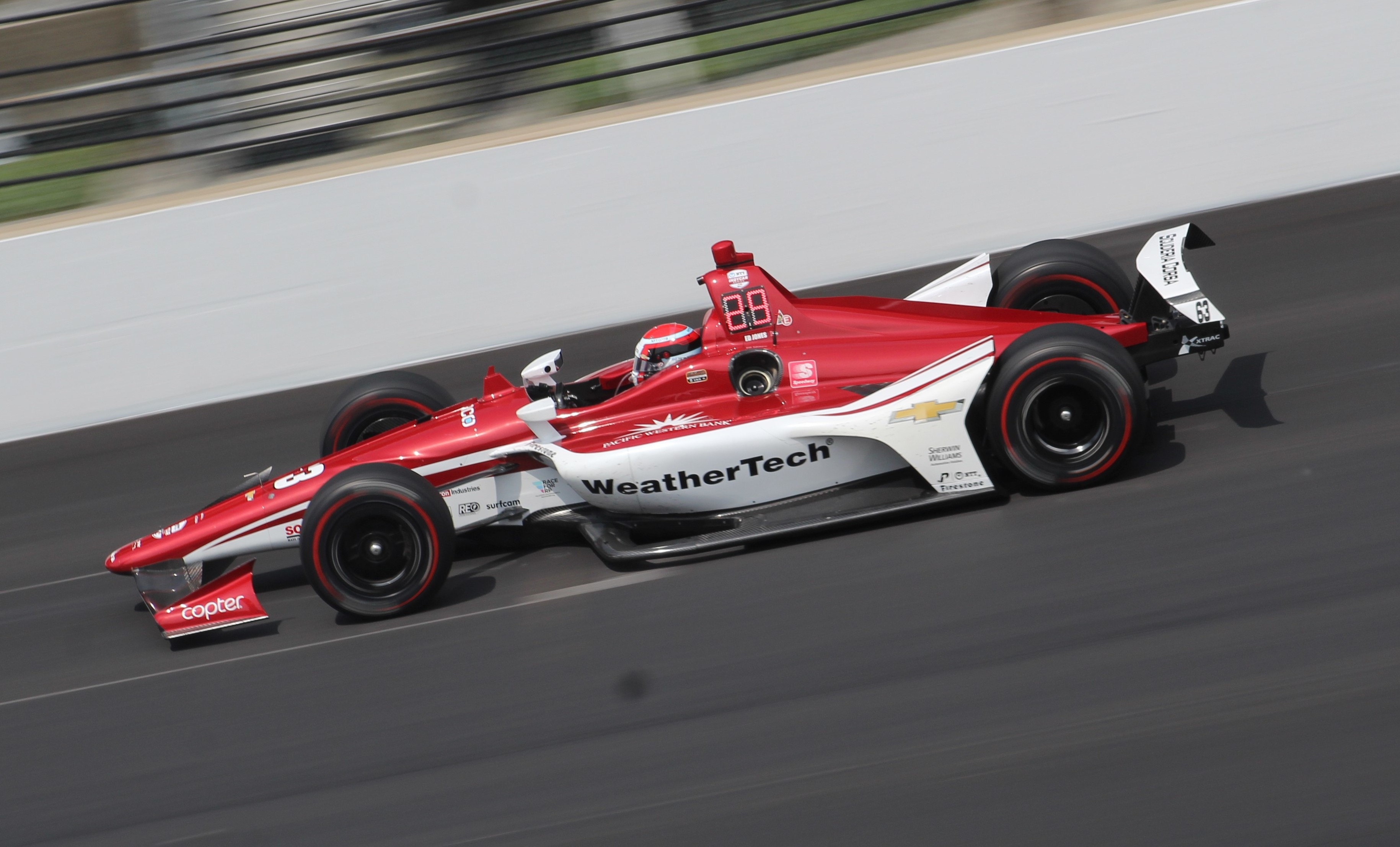
Dallara DW12 mit dem IR-18-Aerokit in Oval-Konfiguration

Der Dallara DW12 ist ein Formelrennwagen, entwickelt und produziert vom italienischen Hersteller Dallara als Einheitschassis für die IndyCar Series. Offiziell bezeichnet als IR12, wurde er für die IndyCar-Series-Saison 2012 entwickelt, um das veraltete Dallara-IR5-Chassis zu ersetzen. Der Wagen sollte ursprünglich für neun Saisons eingesetzt werden und 2021 einen Nachfolger erhalten. Zwischenzeitlich wurde seine Einsatzzeit aber bis 2026 verlängert. Das Chassis wurde nach Dan Wheldon benannt, der am 16. Oktober 2011 auf dem Las Vegas Motor Speedway umgekommen ist.

## Überblick
Der DW12 wurde nach der 2011 IZOD IndyCar World Championship eingeführt. Beginnend mit 2012 stieg die Serie auf ein Einheitschassis um, welches von Dallara geliefert wird. Nur einen Lieferanten für das Chassis zu haben, wurde auch als Methode zur Kostenkontrolle eingeführt und IndyCar handelte einen Fixpreis von 349.000 US-Dollar pro Chassis aus. Die neue Chassisspezifikation verbesserte auch die Sicherheit, wobei das auffälligste Merkmal dabei die teilweise Verkleidung der hinteren Räder ist.
Es war vorgesehen, eine Vielzahl an Aerodynamik-Paketen zu unterstützen, jedoch wurde deren Einführung bis 2015 verzögert. Seitdem stellen Honda und Chevrolet die Alternativen zum Dallara-Paket zur Verfügung.
Am 18. Oktober 2011 bestätigte der italienische Hersteller Dallara, dass das Auto der Saison 2012 nach dem verstorbenen IndyCar-Fahrer Dan Wheldon (DW12) benannt wird, zu Ehren seiner Testarbeit mit dem Auto in Las Vegas zwei Tage vor seinem Tod. Die neue Stoßstange bzw. „Nerf Bar“, welche entwickelt wurde, um viele ähnliche Einsitzer-Unfälle, wie den der zum Tod Wheldons geführt hat, zu verhindern. Die Nomenklatur ist ähnlich der des alten Formel-1-Teams Ligier, dessen Autos immer die Bezeichnung JSxx erhielten, in Erinnerung an den französischen Formel-1-Fahrer Jo Schlesser, der beim Großen Preis von Frankreich 1968 ums Leben kam.
Die Dallara-Autos gewannen zwölf der sechzehn Rennen des Indianapolis 500, an denen sie teilnahmen. Im Jahre 2013 fuhr Dallara den 200. IndyCar-Sieg in Barber ein.

## Das ICONIC-Projekt

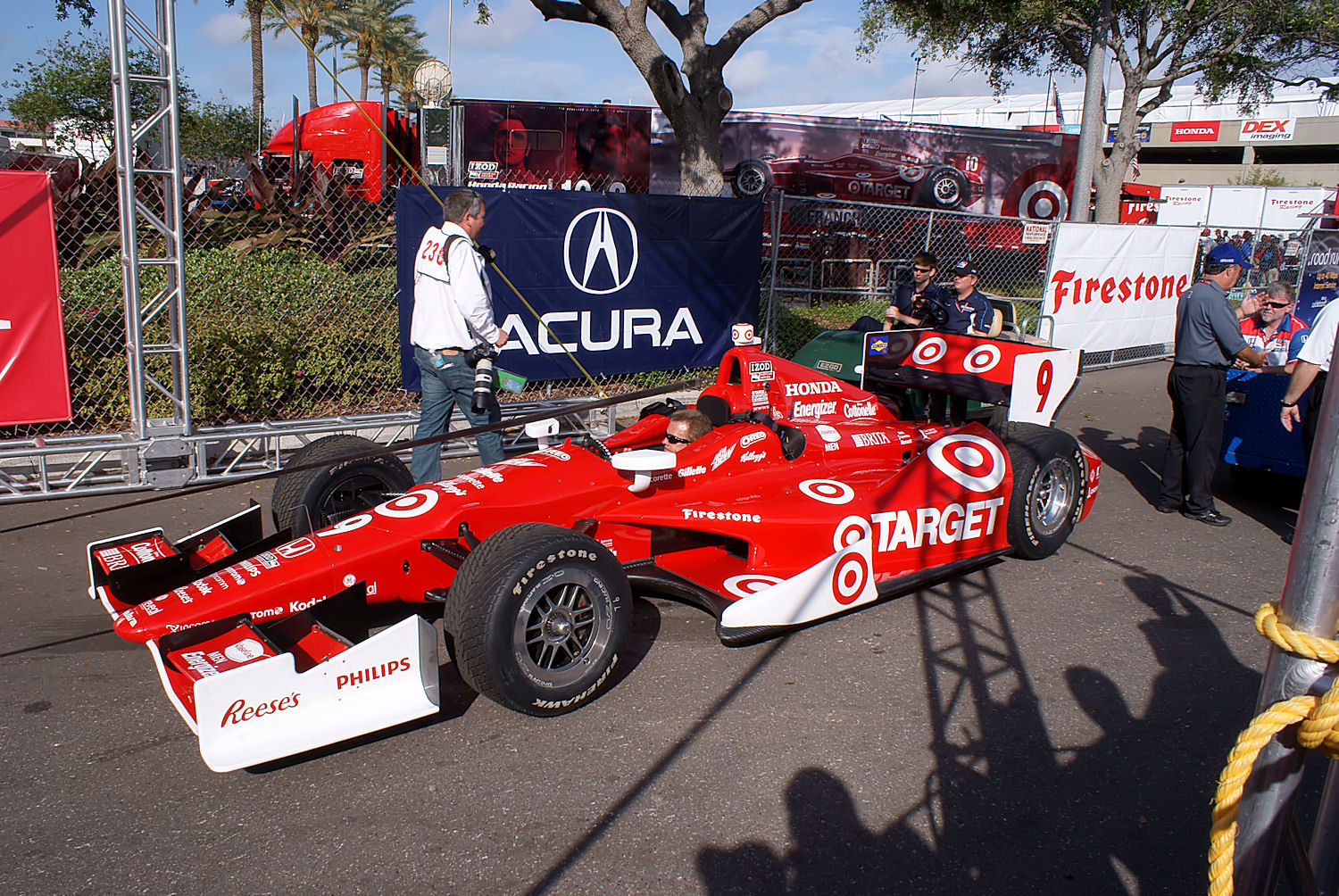
Dallara DW12 (2012–2014)

In der Saison 2012 wurde der neue ICONIC-Plan (Innovative, Competitive, Open-wheel, New, Industry-relevant, Cost-effective; zu Deutsch: Innovativ, Wettbewerbsfähig, Einsitzer, Neu, Branchenrelevant, Kostengünstig) von der Indy Racing League eingeführt, die größten Veränderung des Sports in der jüngeren Geschichte. Das Auto, das 2011 verwendet wurde, ein 2003/2007-Modell des Dallara IR-05 und V8-Saugmotoren (erforderlich seit 1997) sind dauerhaft zurückgezogen worden. Das ICONIC-Komitee war zusammengestellt aus Experten und Führungskräften aus Rennsport und technischen Bereichen: Randy Bernard (IndyCar-CEO), William R. Looney III (Militär), Brian Barnhart (IndyCar), Gil de Ferran (zurückgetretener Indy-500-Sieger), Tony Purnell (Motorsport), Eddie Gossage (Texas Motor Speedway), Neil Ressler, Tony Cotman (NZR Track Consulting) und Rick Long (Motorsport). IndyCar akzeptierte Vorschläge von BAT Engineering, Dallara, DeltaWing, Lola und Swift für das Chassisdesign. Am 14. Juli 2010 wurde die finale Entscheidung der Organisatoren, den Vorschlag von Dallara anzunehmen, bekannt gegeben.

### Das neue Chassis
Unter den neuen ICONIC-Vorschriften treten alle Teams mit einem Kern-Rollchassis, das „IndyCar Safety Cell“ (deutsch: „IndyCar Sicherheitszelle“) genannt wird, an, entwickelt vom italienischen Hersteller Dallara. Die Teams statten das Chassis mit eigenen Karosserieteilen aus, welche als „Aero Kits“ bezeichnet werden. Diese bestehen aus Front- und Heckflügeln, Seitenkästen und Motorabdeckungen. Die Entwicklung von Aero Kits steht jedem Hersteller frei, wobei alle Pakete für jedes Team und zu einem maximalen Preis zur Verfügung gestellt werden müssen. Tony Purnell, der Mitglied des ICONIC-Komitees ist, sprach eine offene Einladung für Autohersteller und Firmen wie Lockheed Martin und GE aus, Aero Kits zu entwickeln.
Die IndyCar Safety Cell wurde mit einer Preis-Obergrenze von 349.000 US-Dollar versehen und wird in der Dallara-Anlage in Speedway, Indiana produziert. Aero Kits werden mit einer Preis-Obergrenze von 70.000 US-Dollar versehen. Die Teams haben die Möglichkeit, eine komplette Dallara-Sicherheitszelle/-Aerodynamik-Paket zu einem ermäßigten Preis zu kaufen.
Am 10. Mai 2011 enthüllte Dallara die ersten Konzeptautos und stattete je eines mit dem Oval- und eines mit dem Straßenkurs-Aerodynamik-Paket aus.
Am 30. April 2011 stimmten die IndyCar-Eigentümer mit 15:0 gegen die Einführung von multiplen Aero Kits für die Saison 2012 und beriefen sich dabei auf Kostengründe. Die Eigentümer brachten ihren Wunsch zum Ausdruck, das neue Chassis und Motoren 2012 einzuführen. Aber alle Teilnehmer benutzten in der Saison 2012 das Dallara-Aerodynamik-Paket und die Einführung der multiplen Aero Kits verzögerte sich bis 2013. Am 14. August 2011 bestätigte IndyCar, dass sich die Einführung der multiplen Aero Kits aus „wirtschaftlichen Gründen“ bis 2013 verzögert. Chevrolet und Lotus hatten bereits ihre Absichten geäußert, die Aero Kits bauen zu wollen.
Der Gewinner des Indianapolis 500 2011 Dan Wheldon führte die ersten offiziellen Tests des Dallara-Chassis in Mid-Ohio im August 2011 aus. Nach dem Tod Wheldons im letzten Rennen der Saison in Las Vegas, gab Dallara bekannt, dass das 2012er Chassis zu seinen Ehren „DW12“ genannt wird.

## Debüt
Der erste offizielle Test des Dallara IR12 Chassis wurde von Dan Wheldon in Mid-Ohio am 8. August 2011 durchgeführt. In der ersten Phase des Tests, an der Wheldon beteiligt war, war geplant drei Straßenkurse und drei Ovalkurse innerhalb von ungefähr zwölf Tagen zu testen. Der zweite Test wurde am 18. August in Barber abgehalten und der dritte wurde am Straßenkurs von Indianapolis am 1. September durchgeführt. Die Ovalkurs-Tests fanden im September in Iowa und Indianapolis statt.
Honda (Scott Dixon) und Chevrolet (Will Power) begannen mit Phase zwei des Testens in Mid-Ohio Anfang Oktober. Ein geplanter Test in Las Vegas wurde nach dem tödlichen Unfall von Dan Wheldon am Veranstaltungsort abgesagt, was dazu führte, dass Dallara das Chassis umbenannte, ein Brauch der von Ligier übernommen wurde, die ihre Rennwagen "JS" nannten was für Jo Schlesser steht. Die Tests wurden Ende Oktober fortgesetzt und dauerten bis einschließlich Februar an einigen Veranstaltungsorten darunter Sebring, Fontana, Homestead, Phoenix, und Sonoma. Lotus fuhr als erstes Team am 12. Januar in Palm Beach aus, und das Testen einzelner anderer Teams begann am 16. Januar.
Ein erster, offener, offizieller Test in den das ganze Feld involviert war, fand am 5. und 6. März bzw. 8. und 9. März 2012 am Sebring International Raceway statt.
Der Dallara DW12 gab beim Honda Grand Prix of St. Petersburg 2012 am 25. März 2012 sein Renndebüt. Will Power vom Team Penske sicherte sich die Eröffnungs-Poleposition und Hélio Castroneves gewann das erste Rennen mit dem DW12.
Offene Ovalkurs Tests fanden am 4. April 2012 am Indianapolis Motor Speedway und am 7. Mai 2012 am Texas Motor Speedway statt.
Das Indianapolis Debüt des Autos kam im Indianapolis 500 2012. In den ersten drei 500er hat das Auto 136 Führungswechsel gesehen, einschließlich eines Streckenrekords von 68 Führungswechseln im Indianapolis 500 2013.

## Aero Kit (2015–2017)

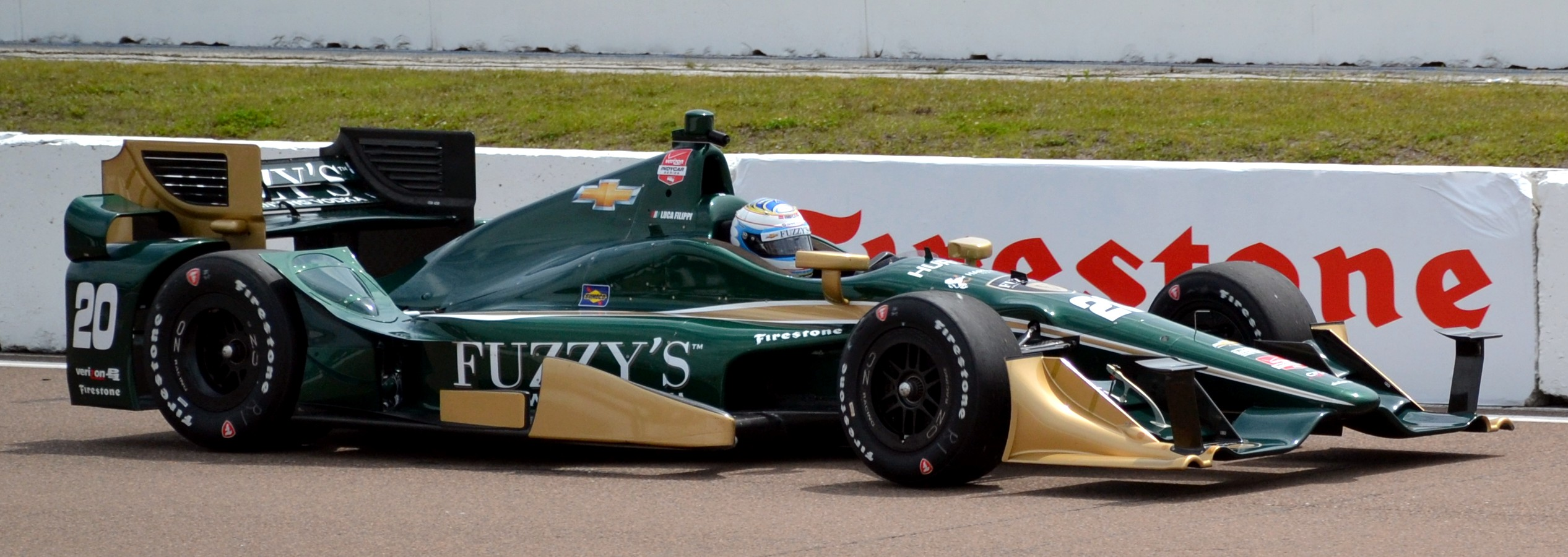
Das Chevrolet-Aerokit von 2015

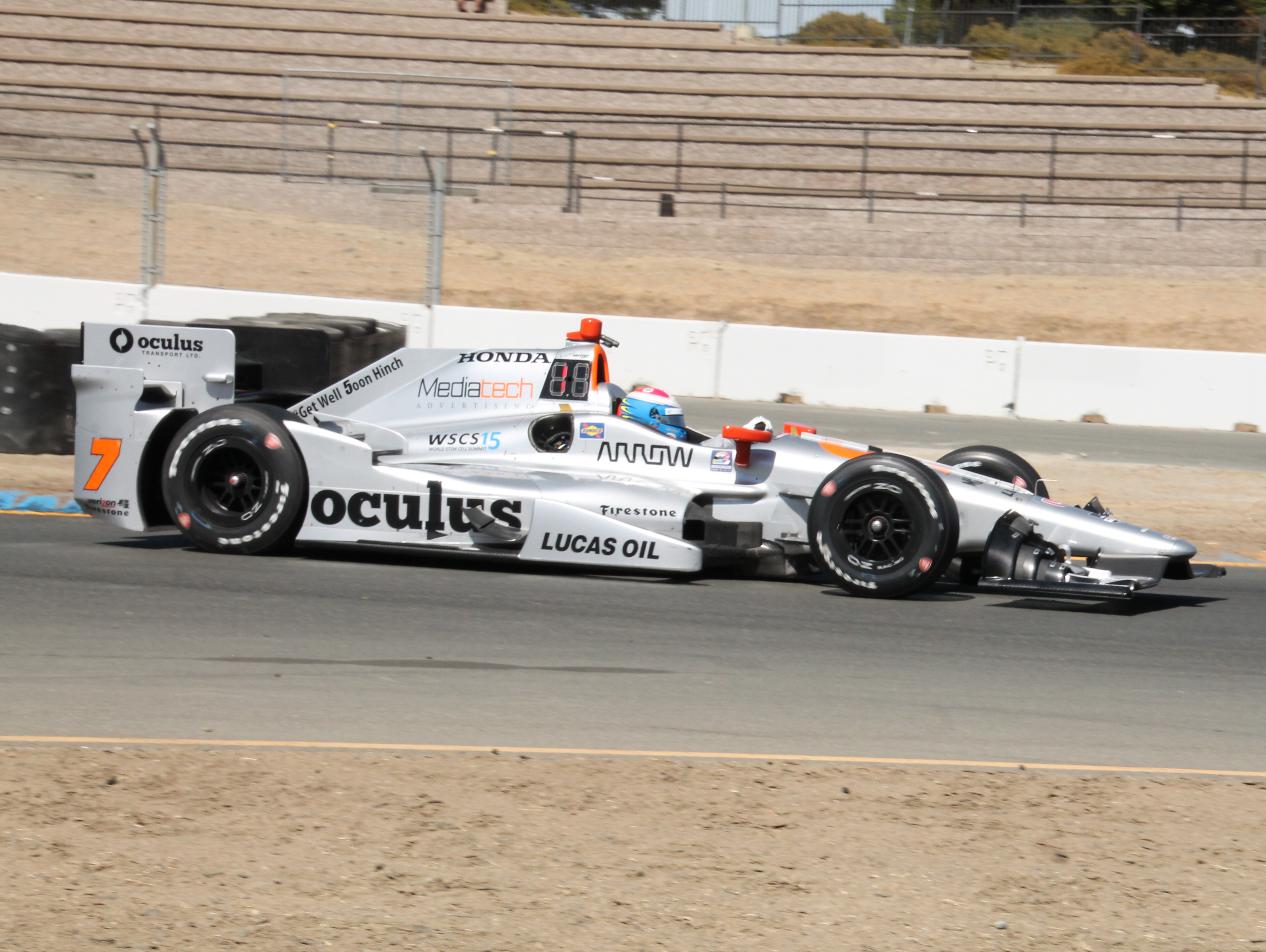
Das Honda-Aerokit von 2015

Honda und Chevrolet stellten von ihnen designete Aero Kits vor. Diese sollten 2012 eingeführt werden, was sich aber bis 2015 verzögerte. Chevrolet war meistens schneller als Honda und gewann auch die Herstellerwertung.
Die ersten offiziellen Tests von Chevrolets Aero Kit wurden von Will Power am 17. Oktober 2014 am Circuit of the Americas durchgeführt. Das Dallara DW12 Chevrolet Aero Kit gab sein Testdebüt am NOLA Motorsports Park am 14. März 2015 im Rahmen der Saisonvorbereitungstests. Das Renndebüt des Dallara DW12 Chevrolet Aero Kit fand auf dem Firestone Grand Prix of St. Petersburg am 29. März 2015 statt. Will Power vom Team Penske sicherte sich die Eröffnungs-Poleposition und Juan Pablo Montoya gewann das erste Rennen mit dem DW12 Chevrolet Aero Kit.

## Aerokit IR-18 (seit 2018)
Für die Saison 2018 wurde ein neues einheitliches Aerokit eingeführt. Beim Aussehen orientierte man sich an den CART-Fahrzeugen aus den 90er Jahren. Um weniger Dirty Air zu erzeugen, ist der Unterboden für 66 Prozent des Abtriebs verantwortlich. Beim vorherigen Aerokit waren es 19 Prozent. Öl- und Wasserkühler sind weiter vorne angebracht und nun Teil des Seitenaufprallschutzes.